# Annik Troxler
Annik Troxler (* 28. März 1979 in Willisau) ist eine Schweizer Grafikdesignerin. Ihre Arbeiten verbinden minimalistischen Funktionalismus mit spielerischen Elementen.

## Karriere
Von 2000 bis 2004 studierte sie Visuelle Kommunikation mit Vertiefung Grafikdesign an der ECAL in Lausanne, seit 2006 arbeitet sie als selbstständige Gestalterin in Basel für Auftraggeberinnen aus dem kulturellen Bereich. Sie gibt weltweit Workshops und ist seit 2011 Dozentin an der Hochschule für Gestaltung und Kunst Basel. Sie unterrichtet dort Grafisches Formulieren, Poster- und Corporate Design und legt besonderen Wert auf den Prozess und Experimente. Annik Troxlers eigene Plakate werden häufig im Siebdruck realisiert, ihren Ursprung haben fast alle in analogen Techniken. Sie werden international ausgestellt, publiziert und auszeichnet, u. a. bei der Biennale für grafisches Design in Moskau, der Internationalen Poster Biennale Warschau 2004 und dem ersten Preis beim International Festival de l'Affiche in Chaumont, 2008. 2005 gewann sie mit ihrer Abschlussarbeit die Swiss Federal Competition for Design. Annik Troxler ist Mitglied der renommierten Alliance Graphice Internationale (AGI).
In der Sammlung des Museum für Kunst und Gewerbe Hamburg befinden sich 25 Plakate von Annik Troxler, weitere Arbeiten werden im Museum für Gestaltung Zürich, der Plakatsammlung der Schule für Gestaltung Basel und dem Cooper Hewitt, New York bewahrt.
Sie lebt mit ihrem Mann Diego Martin Sierra und ihren beiden Kindern Irma (2007) und Anton (2009) in Riehen.

## Ausstellungen
- Ausstellung The F*word – Guerrilla Girls und feministisches Grafikdesign, Museum für Kunst und Gewerbe Hamburg, 16.02.–17.09.2023[7]
- Ausstellung Wiki Women – Wissen gemeinsam ergänzen II, Museum für Kunst und Gewerbe Hamburg, 12.10.2023–28.04.2024[8]
- Königinnendisziplin – Plakate von Gestalterinnen. Museum für Gestaltung Zürich, Mai 2022–Mai 2024[9]
- Affichage publique, Genf, 2022
- Typomania in Moskau, 2019
- Weltformat, Graphic Design Festival in Luzern, 2016
- Gruppenausstellung Play auf der Fotokino in Marseille, 2015
- Soirée Graphique in Bern, 2014
- 4xTroxler auf der Phoenix Creative, Hangzhou, China, 2008

## Publikationen (Auswahl)
- The worlds best Typography – The 40th Annual of the Type Directors Club New York, 2019
- One by One, Who is Who in Graphic Design, Hesign Berlin, 2012
- Small Studios, published by Jianping Hee, Hesign Berlin, 2009
- Swiss Federal Design Grants 2005, Birkhäuser Verlag, 2005
- Output 03: Awarded Works of Graphic Design Students, 2005, Verlag Hermann Schmidt Mainz (Germany), 2001